# Renée Prévert
Renée Prévert (11 de julho de 1912 - 23 de novembro de 1988) foi uma política francesa. Ela foi eleita para a Assembleia Nacional em 1945 como uma do primeiro grupo de mulheres francesas no parlamento. Ela serviu na Assembleia Nacional até 1951.
Em 1945 ela juntou-se ao Movimento Republicano Popular (MRP). Ela foi eleita para o município de Rennes nas eleições municipais de maio de 1945, tornando-se vice-prefeita para assuntos sociais. No final do ano, ela foi candidata pelo MRP no departamento de Ille-et-Vilaine nas eleições de outubro de 1945 para a Assembleia Nacional. Candidata em terceiro lugar na lista do MRP, foi eleita para o parlamento, tornando-se uma do primeiro grupo de mulheres na Assembleia Nacional. Ela foi reeleita em terceiro lugar na lista do MRP nas eleições de julho de 1946 e novembro de 1946.
Prévert não se candidatou à reeleição para a Assembleia Nacional em 1951 e também deixou o município de Rennes em 1953. No entanto, ela concorreu com sucesso novamente nas eleições municipais de 1955, servindo até 1977. Ela morreu em 1988.